# Thérèse King
Pour les articles homonymes, voir King.
Thérèse King, née le 15 juillet 1934 à Ziguinchor et décédée en 16 avril 2015 à Dakar, est une femme politique sénégalaise. 

## Biographie
Thèrese King est ministre de la Santé publique entre le 5 avril 1988 et le 27 mars 1990, sous la présidence d'Abdou Diouf. 
Elle fut l'une des premières femmes de son pays à accéder à un portefeuille ministériel, et la seconde à détenir celui de la Santé après Marie Sarr Mbodj.
Elle fut aussi présidente de l'Union régionale des femmes socialistes de Ziguinchor.
En 2010, Thérèse King est élevée à la dignité de Grand Croix dans l'ordre national du Lion.